# Amitermes parvulus
Amitermes parvulus är en termitart som beskrevs av Light 1932. Amitermes parvulus ingår i släktet Amitermes och familjen Termitidae. Inga underarter finns listade i Catalogue of Life.